# 菅原院天満宮神社
菅原院天満宮神社（すがわらいんてんまんぐうじんじゃ）は、京都市上京区にある神社。旧社格は村社。菅公聖蹟二十五拝第1番札所。通称烏丸の天神さん。

## 祭神
- 菅原道真（すがわら の みちざね）
- 菅原是善（すがわら の これよし） - 道真の父。
- 菅原清公（すがわら の きよきみ） - 道真の祖父。

## 歴史
神社のある当地は、菅原清公から道真の孫子三代の邸宅である菅原院（すがわらいん）があった場所とされており、道真生誕の地とも伝えられる。左大臣・藤原時平によって大宰府に左遷させられた道真は都に戻ることなく延喜3年（903年）に薨去。その後、京の都には異変が相次いだ。
道真らの菩提を弔うために菅原院跡地には歓喜寺が創建され、その境内に道真とその父祖を祀る小祠も作られた。その後、歓喜寺は長保5年（1003年）に源融の旧邸・六条河原院の跡地に移転している。その移転先で新たに作られた天満宮が後の錦天満宮の元である。なお、歓喜寺は正安元年（1299年）に時宗の善導寺に合併されて六条道場・歓喜光寺となっている。
菅原院の跡地には移転した歓喜寺の殿舎が残されていたが、それを利用して道真公生誕の地といわれるこの地に、新たに社殿を造営して道真を祀り、相殿神として父是善、祖父清公も祀るようになった。
明治時代になると村社に列せられている。
当社の正面には烏丸通を挟んで京都御苑の下立売御門がある。また、当社は京都御苑内にある厳島神社も兼帯している。

## 境内
- 本殿
- 拝所
- 菅公御産湯の井 - 菅原道真が誕生した際に産湯に使われたとされる井戸。2010年（平成22年）に改めて採掘され地下水が湧き出ている[2]。また、この水は参拝者も給水所から飲めるようになっている。
- 社務所
- 地蔵社 - 祭神：地蔵尊。神社で地蔵菩薩が祭神として祀られているのは珍しい。
- 合祀社 - 祭神：梅丸大神、和融稲荷
- 菅公御遺愛の石灯籠
- 合祀社 - 祭神：戸隠大神、九頭龍大神

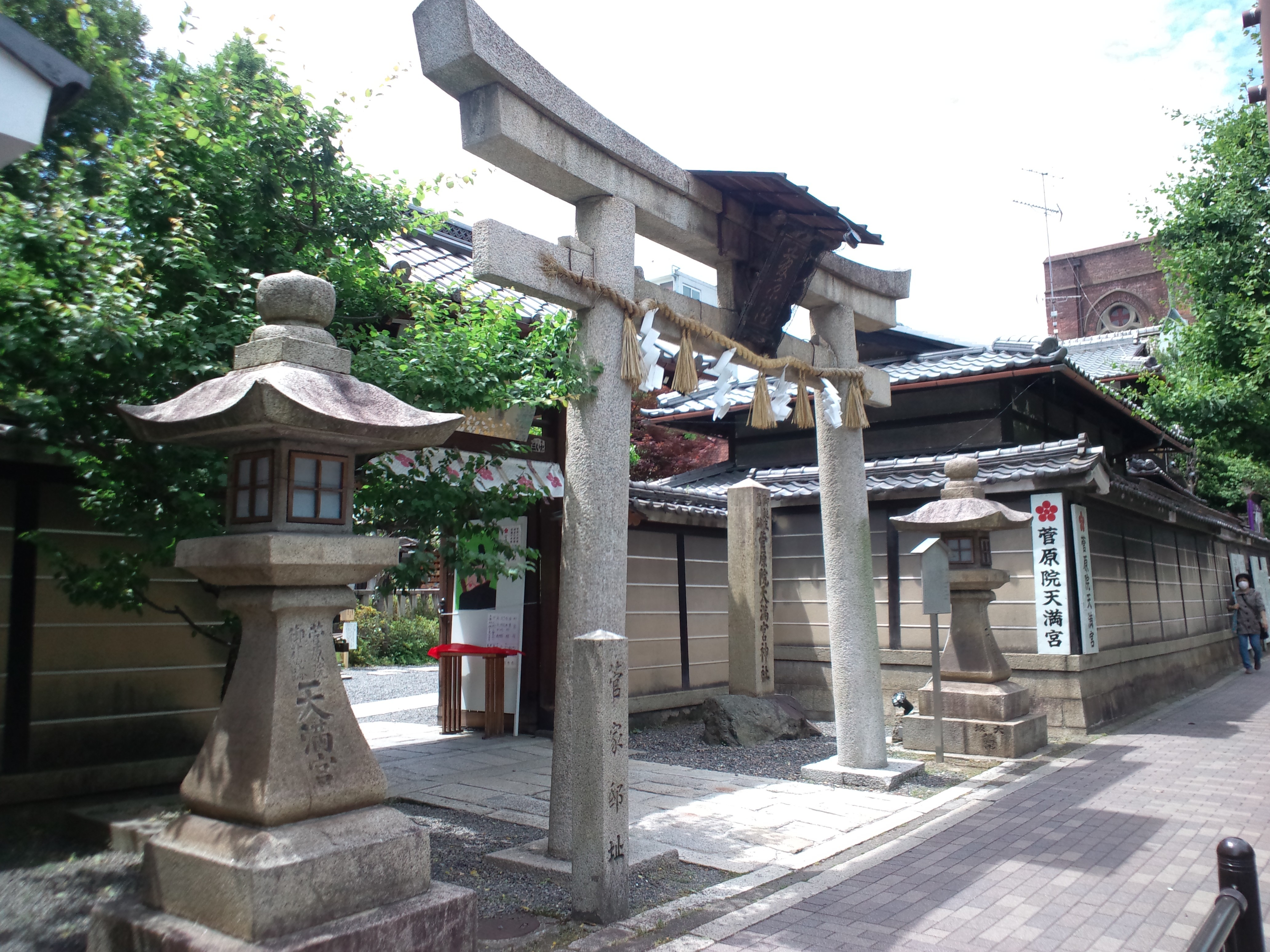
入口石鳥居
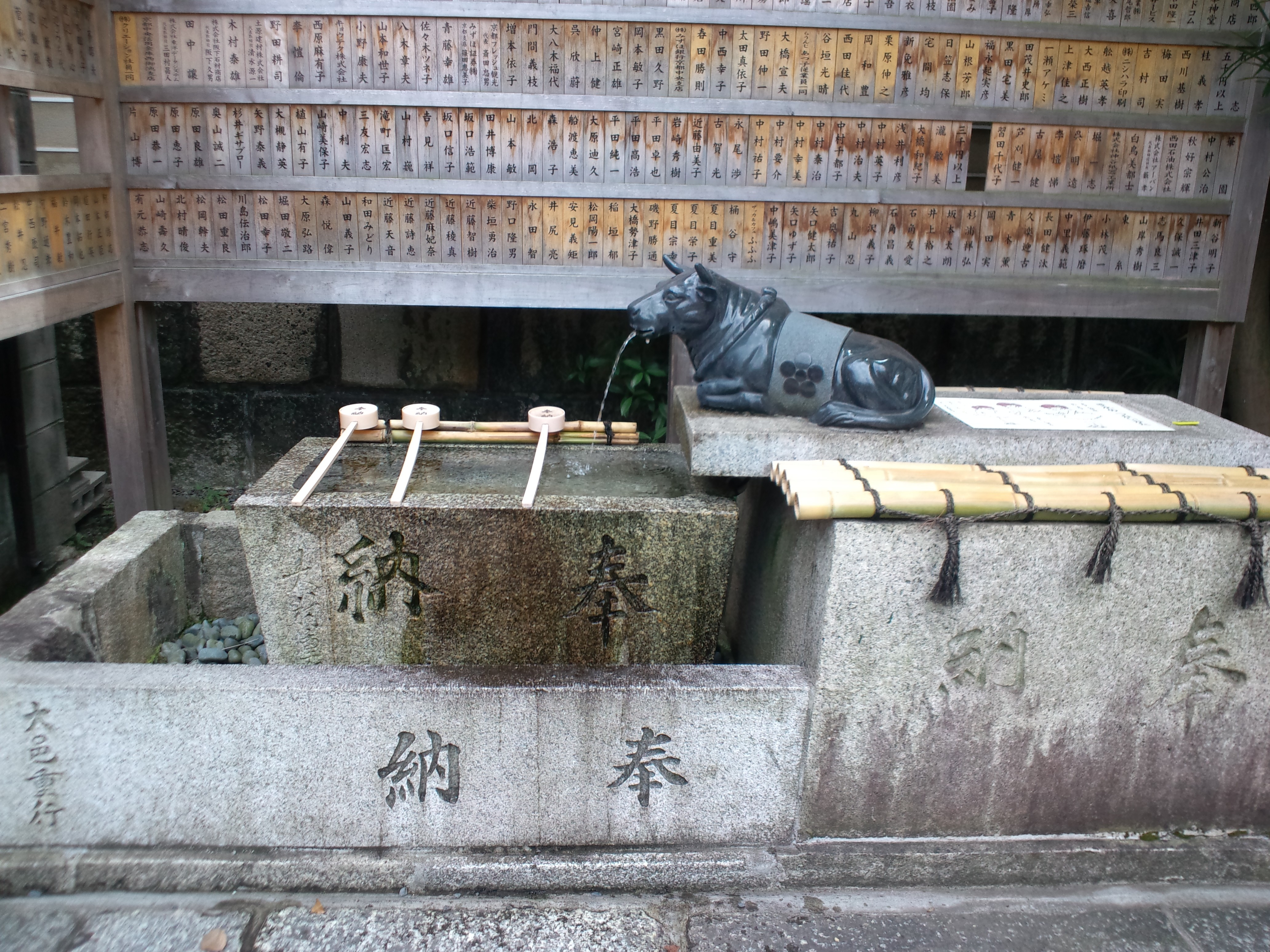
手水舎
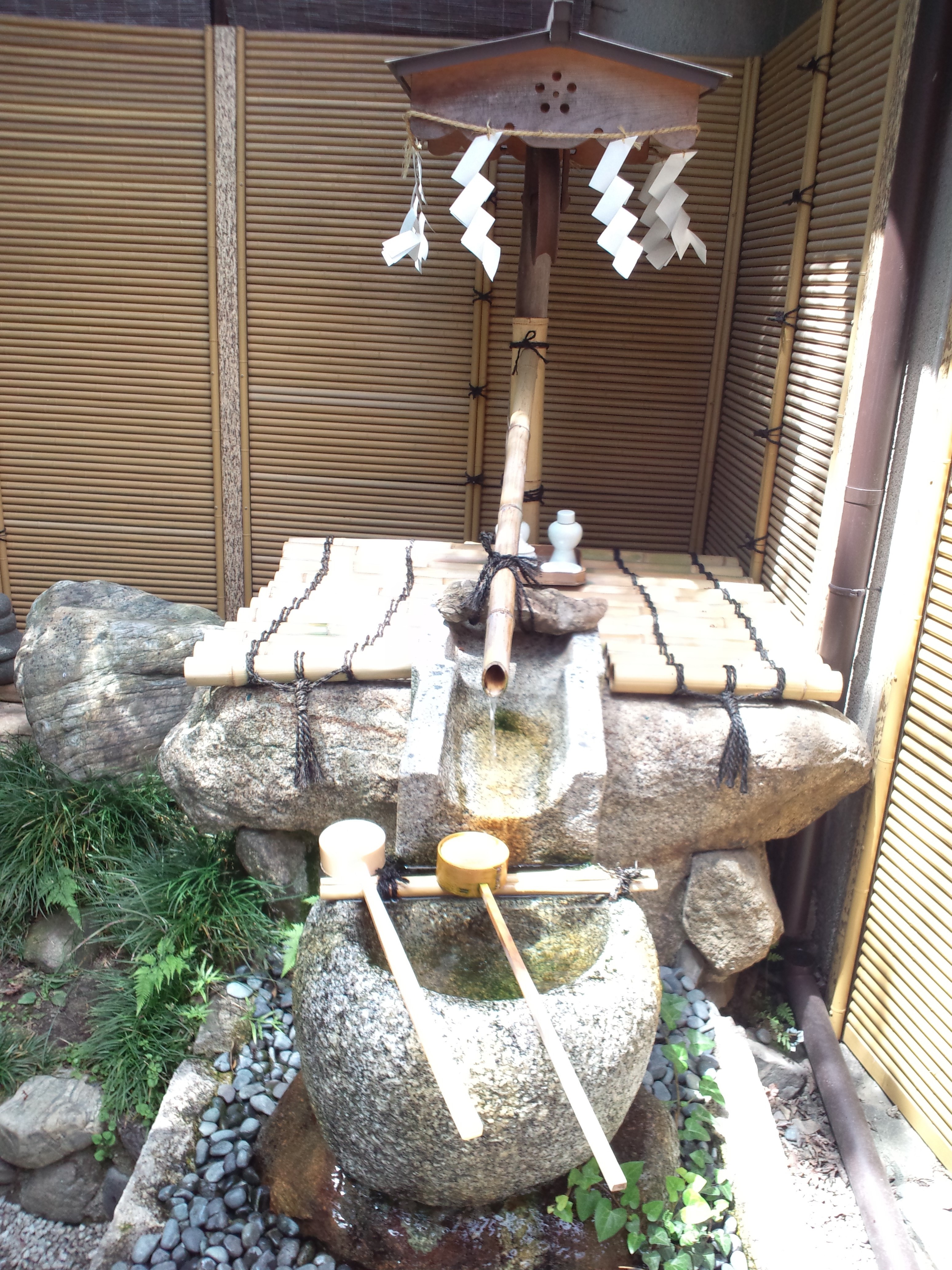
菅公御産湯の井
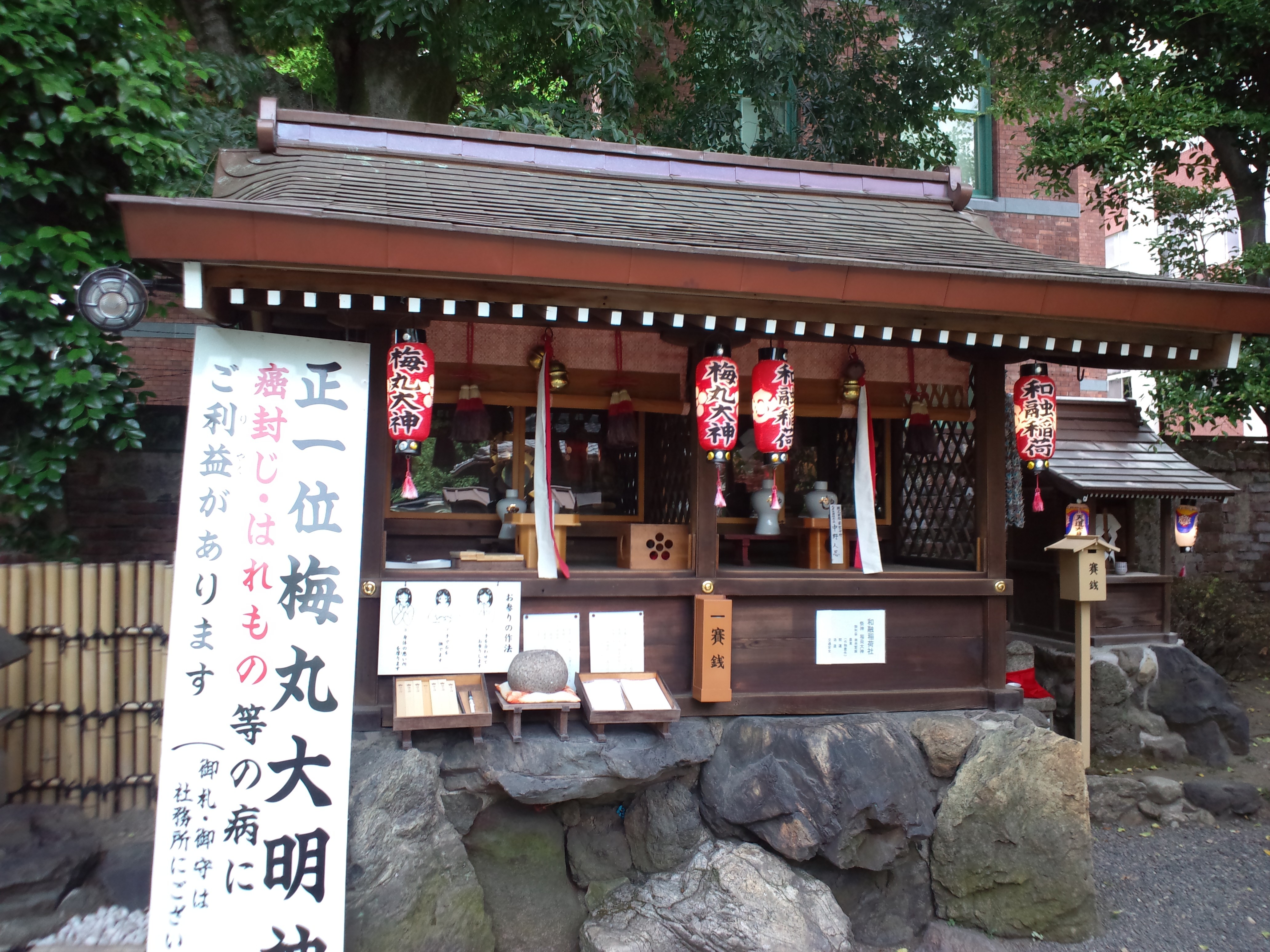
梅丸大神

## 前後の札所
菅公聖蹟二十五拝
1 菅原院天満宮神社　-　2 錦天満宮
洛陽天満宮二十五社順拝
6 火除天満宮　-　7 菅原院天満宮神社　-　8 安楽寺天満宮

## 現地情報
所在地
- 京都府京都市上京区烏丸通下立売下ル堀松町408

交通アクセス
- 最寄駅：京都市営地下鉄烏丸線丸太町駅下車後、徒歩約5分